# Ехинацея
Ехинацеята (Echinacea) е многогодишно растение от семейство Сложноцветни. Произхожда от Северна Америка. Има подобни на маргаритки съцветия. Цветовете са розови, пурпурни или бели с ясно изразен конусовиден диск. Цъфти от юли до октомври. На височина може да достигне до 1-2 метра. Светлолюбиво растение.
Като лечебно растение е била използвана още от индианските племена. За лечебни цели се използват стъблото, цветовете и корените – укрепват имунната система на организма и предпазват от инфекции.

## Видове
- Echinacea angustifolia
- Echinacea atrorubens
- Echinacea laevigata
- Echinacea pallida
- Echinacea paradoxa
- Echinacea purpurea - Пурпурна ехинацея
- Echinacea sanguinea
- Echinacea simulata
- Echinacea tennesseensis

## Галерия
- Echinacea paradoxa
- Echinacea purpurea
- Отглеждане на ехинацея в САЩ